# Podsusze
Podsusze – wieś w Polsce położona w województwie mazowieckim, w powiecie węgrowskim, w gminie Grębków. Ma statussołectwa.
| SIMC    | Nazwa                 | Rodzaj    |
| ------- | --------------------- | --------- |
| 0672225 | Kolonia Podsusze      | część wsi |
| 0672231 | Podsusze Szlacheckie  | część wsi |
| 0672248 | Podsusze Włościańskie | część wsi |

Wierni Kościoła rzymskokatolickiego należą do parafii św. Bartłomieja Apostoła w Grębkowie.
Prywatna wieś duchowna, położona była w drugiej połowie XVI wieku w ziemi liwskiej województwa mazowieckiego. W latach 1975–1998 miejscowość administracyjnie należała do województwa siedleckiego.